# Restenoza
Restenoza, nawrót zwężenia – ponowne zwężenie światła narządu występujące po zabiegu leczącym jego zwężenie, np. ponowne zwężenie leczonej tętnicy po zabiegu angioplastyki, ponowne zwężenie krtani lub tchawicy po jej endoskopowym poszerzaniu, plastyce lub resekcji.
Rozprężenie balonu (angioplastyka balonowa) lub implantacja stentu wewnątrznaczyniowego powoduje uszkodzenie ściany tętnicy i wyzwala z jej strony naturalną odpowiedź fizjologiczną, czyli gojenie. W części przypadków proces gojenia przebiega jednak nadmiernie (nadmierny przerost błony wewnętrznej tzw. neointimy), co w efekcie doprowadza do powstania zjawiska restenozy.
Od chwili wprowadzenia do praktyki klinicznej stentów pełniących rolę rusztowania, zjawisko tzw. elastycznego zapadania się światła tętnicy (ang. elastic recoil) występujące po angioplastyce balonowej, przestało mieć istotne znaczenie w powstawaniu restenozy.
Obecnie uważa się, że w patofizjologii restenozy po implantacji stentu największe znaczenie ma nadmierny przerost neointimy. Spośród czynników do niego prowadzących dominuje proces zapalny, o którego znaczeniu w patofizjologii restenozy świadczy fakt, iż stopień jego nasilenia ściśle koreluje ze stopniem przerostu neointimy.
Mechaniczne rozciągnięcie ściany tętnicy, zdarcie warstwy komórek śródbłonka, rozerwanie błony elastycznej wewnętrznej (i niekiedy również zewnętrznej) oraz dyssekcja błony środkowej prowadzi do odsłonięcia trombogennych podśródbłonkowych składników ściany tętnicy takich jak kolagen, czynnik von Willebranda, fibronektyna i laminina. Doprowadzają one do aktywacji płytek, tworzenia śródściennego zakrzepu, a także do powstania miejscowej reakcji zapalnej z uwalnianiem czynników wzrostu i cytokin. Aktywowane płytki krwi poprzez uwalnianie czynników wzrostu takich jak PDGF, TGF-β, bFGF, EGF i interleukina-1, jak również dzięki ekspresji molekuł adhezyjnych takich jak selektyna-P aktywują zjawisko „rollingu” krążących leukocytów. Leukocyty wiążą się następnie silnie w sposób bezpośredni poprzez integrynę Mac-1 (CD11b/CD18) z receptorami GPIbα na płytkach krwi oraz przez wiązania poprzeczne z fibrynogenem do receptora GP IIb/IIIa. Migracja leukocytów w głąb ściany naczynia odbywa się dzięki obecności chemicznego gradientu cytokin, uwalnianych przez komórki mięśni gładkich oraz leukocyty osiadłe w medii. Aktywowane płytki krwi, leukocyty i tkankowe makrofagi przez uwalnianie czynników wzrostu i cytokin aktywują komórki mięśni gładkich. Dzięki zdarciu ochronnej warstwy komórek śródbłonka aktywacja ta odbywa się również poprzez działanie krążących we krwi miogenów, takich jak angiotensyna II, serotonina, endotelina czy bradykinina. Poprzez uruchomienie w komórkach mięśni gładkich pozostających normalnie w fazie G0, genów takich jak c-myc, c-fos, c-jun, regulujących podziały komórek, następuje ich proliferacja. Następnie dochodzi do wzmożonej produkcji metaloproteinaz, które prowadzą do remodelingu macierzy zewnątrzkomórkowej i ułatwiają migrację komórek mięśni gładkich do neointimy. Kolejnym etapem tej kaskady jest niekontrolowana proliferacja komórek mięśni gładkich i odkładanie się macierzy zewnątrzkomórkowej, czyli głównego składnika neointimy, co w efekcie prowadzi do powstania znacznego zwężenia w stencie. Dzieje się tak po kilku tygodniach od implantacji i trwa maksymalnie do sześciu miesięcy.
Istotnym mechanizmem prowadzącym do restenozy może być również obserwowane w badaniach doświadczalnych zjawisko przechodzenia hematopoetycznych komórek progenitorowych, w tym szczególnie komórek mięśni gładkich, z krwi do neointimy. Implantacja stentu poprzez indukcję lokalnego stanu zapalnego prowadzi do produkcji cytokin takich jak interleukina-8, SDF-1 oraz MMP-9, które mobilizują następnie przechodzenie komórek progenitorowych ze szpiku do krwi i z krwi do segmentu tętnicy z toczącym się procesem zapalnym. W przeciągu kolejnych miesięcy od implantacji stentu dochodzi do degradacji białek macierzy zewnątrzkomórkowej, będącej częścią składową neointimy oraz do ich resyntezy z częściową zmianą fenotypu. Następuje stopniowa zamiana proteoglikanów na elastynę i dochodzi do stopniowej aopoptozy komórek mięśni gładkich. Powoduje to coraz większy udział macierzy zewnątrzkomórkowej w tworzeniu neointimy w stosunku do elementów komórkowych i doprowadza do nieznacznego zmniejszania powierzchni neointimy w okresie od sześciu miesięcy do trzech lat, co potwierdzono też w badaniach u ludzi.
Biorąc pod uwagę kierunek badań prowadzonych na świecie wydaje się, że optymalnym rozwiązaniem w zapobieganiu restenozie będzie stosowanie stentów uwalniających leki (stenty typu DES) zapobiegające nadmiernemu przerostowi neointimy i niehamujące tworzenia śródbłonka, uwalniane z powierzchni polimerów biodegradowalnych lub innych powłok niewywołujących przedłużonego w czasie zapalenia.